# 砂糖王公園
砂糖王公園（Sugar King Park）是美國自由邦北馬利安納群島塞班島的公園，前身是日治時代落成的彩帆公園。

## 概要
日治時代開始就已經存在的公園，當時被稱為彩帆公園（さいぱんこうえん）。為塞班島最早的近代都市公園，當時也建立了彩帆神社。
最能象徵砂糖王公園的代表物為有著「砂糖王」別稱的南洋興發初代社長松江春次壽像。銅像建於1934年，經過塞班島戰役的戰火，至今仍然聳立於公園中。